# سولپکه
سولپکه (به آلمانی: Solpke) یک منطقهٔ مسکونی در آلمان است که در گراده‌لگن واقع شده‌است. سولپکه ۵۷۶ نفر جمعیت دارد.